# مأموریت دیوانه‌وار
مأموریت دیوانه‌وار (به انگلیسی: Mad Mission) با عنوان اصلی بهترین دوست (به چینی: 最佳拍檔) یک فیلم سینمایی کمدی - اکشن هنگ کنگی محصول سال ۱۹۸۲ به کارگردانی اریک تسانگ با بازی ساموئل هوئی و کارل ماکا می‌باشد. این فیلم در دوبله و تدوین نسخه آمریکایی با عنوان مأموریت دیوانه‌وار معرفی شد. همراز 

## بازیگران
- ساموئل هوئی ... شاه کنگ
- کارل ماکا ... آلبرت آو
- سیلویا چانگ ... نانسی هو
- دین_شک
- تسوی هارک
- کارول گوردون ... دینگ دونگ
- ریموند وانگ پاک-مینگ ... کشیش در تاکسی (کایا)
- جورج لام ... راننده آمبولانس (کمدی) [۱][۲]

## دنباله سازی
در پی موفقیت این فیلم چهار قسمت دیگر نیز برای این اثر ساخته شد. به نام‌های مأموریت دیوانه‌‌وار ۲ (۱۹۸۳)، مأموریت دیوانه‌وار ۳ (۱۹۸۴)، مأموریت دیوانه‌وار ۴ (۱۹۸۶) و در نهایت مأموریت دیوانه‌وار ۵ (۱۹۸۹) که همگی در ژانر کمدی-اکشن بود.